# Haigazian-Universität

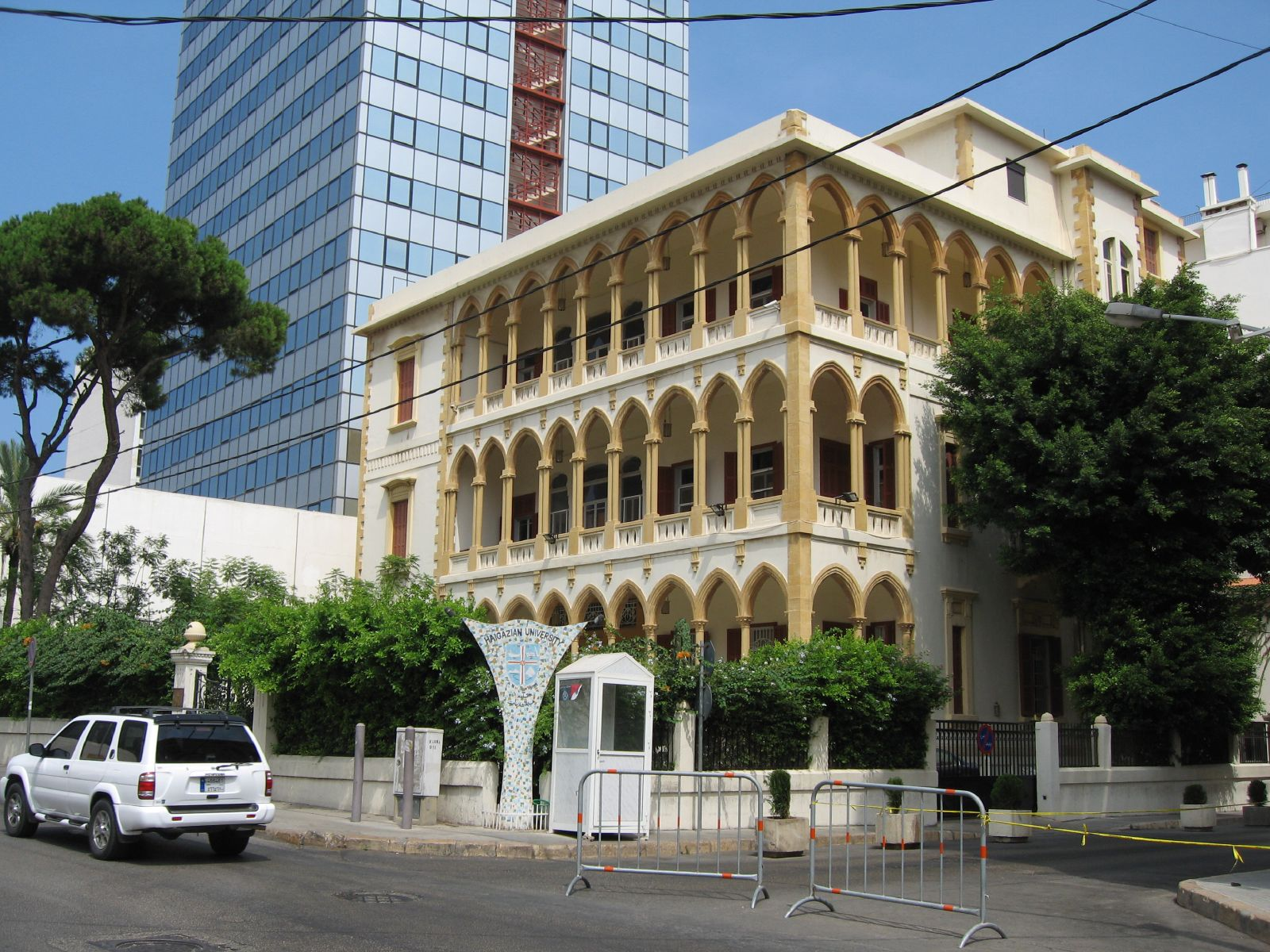
Campus im Bezirk Minet el-Hosn

Die Haigazian-Universität (armenisch Հայկազեան Համալսարան Hajgasjan Hamalsaran; arabisch جامعة هايكازيان) wurde 1955 als College in Beirut gegründet.
Die Schule wurde zu Ehren von Armenag Haigazian, einem ehemaligen Rektor eines armenischen Jenanian Apostolisches Institute in Konya, Türkei, benannt. Die Universität wird von der Armenischen Evangelischen Gemeinschaft unterstützt. Der Campus liegt im Bezirk Minet el-Hosn.
Von 1992 bis 1995 hieß die Institution offiziell „Haigazian College-Universität“. Im Jahre 1996 wurde der Institution der Status einer Universität verliehen. Im Jahre 2005 waren 2000 Studenten eingeschrieben. Die Universität hat zwei Fakultäten, die Fakultät für Künste und Wissenschaften, und eine Ingenieurschule. Die Unterrichtssprache ist Englisch.